# Horizontális vízimalom

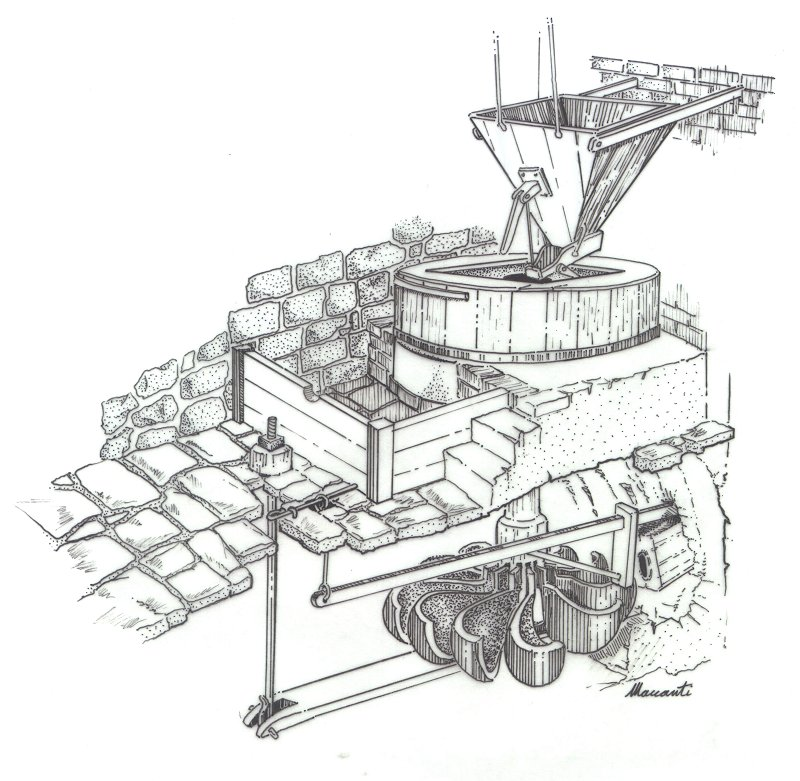
Jellegzetes horizontális malomszerkezet

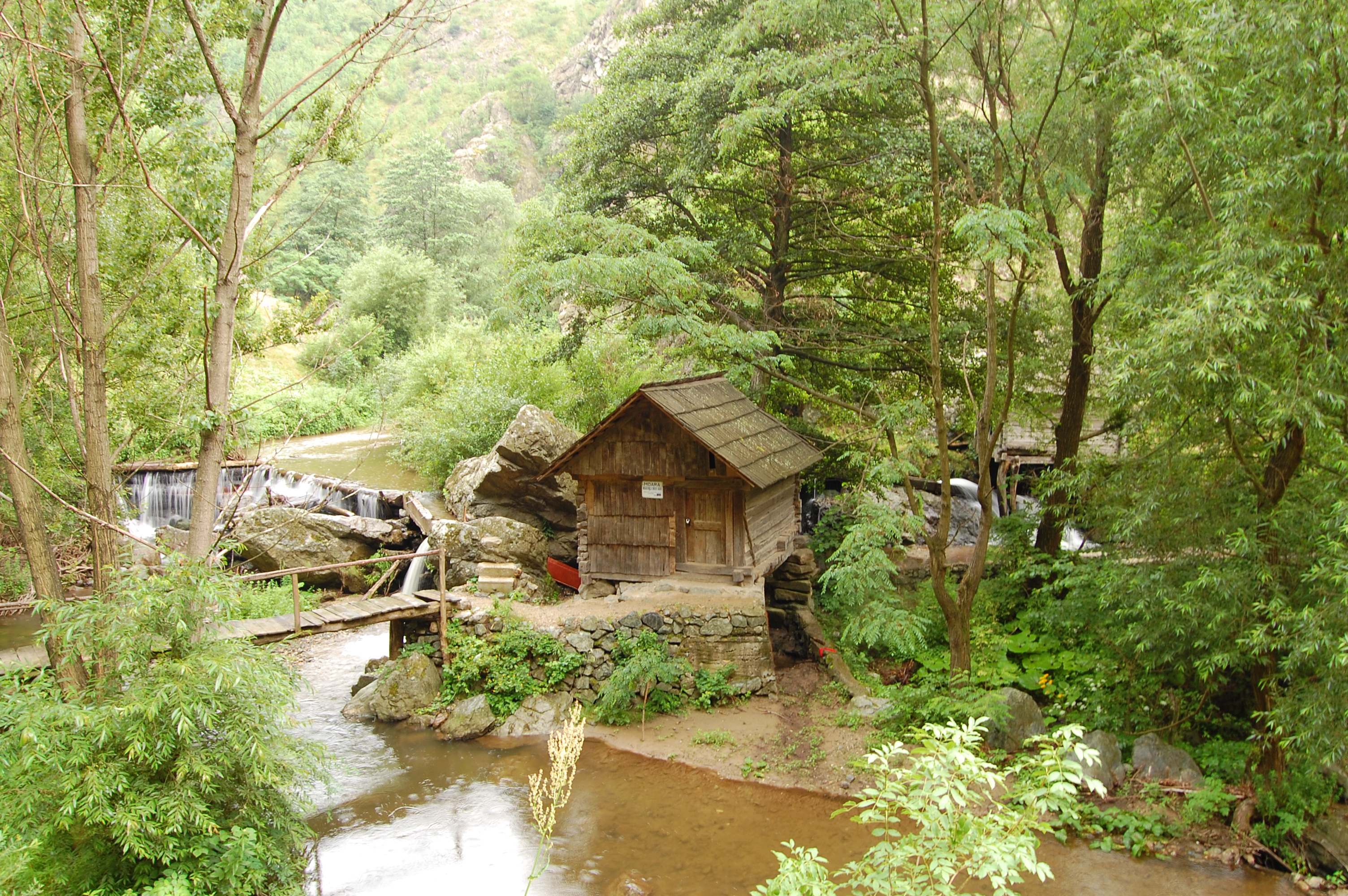
Horizontális vízimalom a Rudaria patakon, Ógerlistye falu közelében

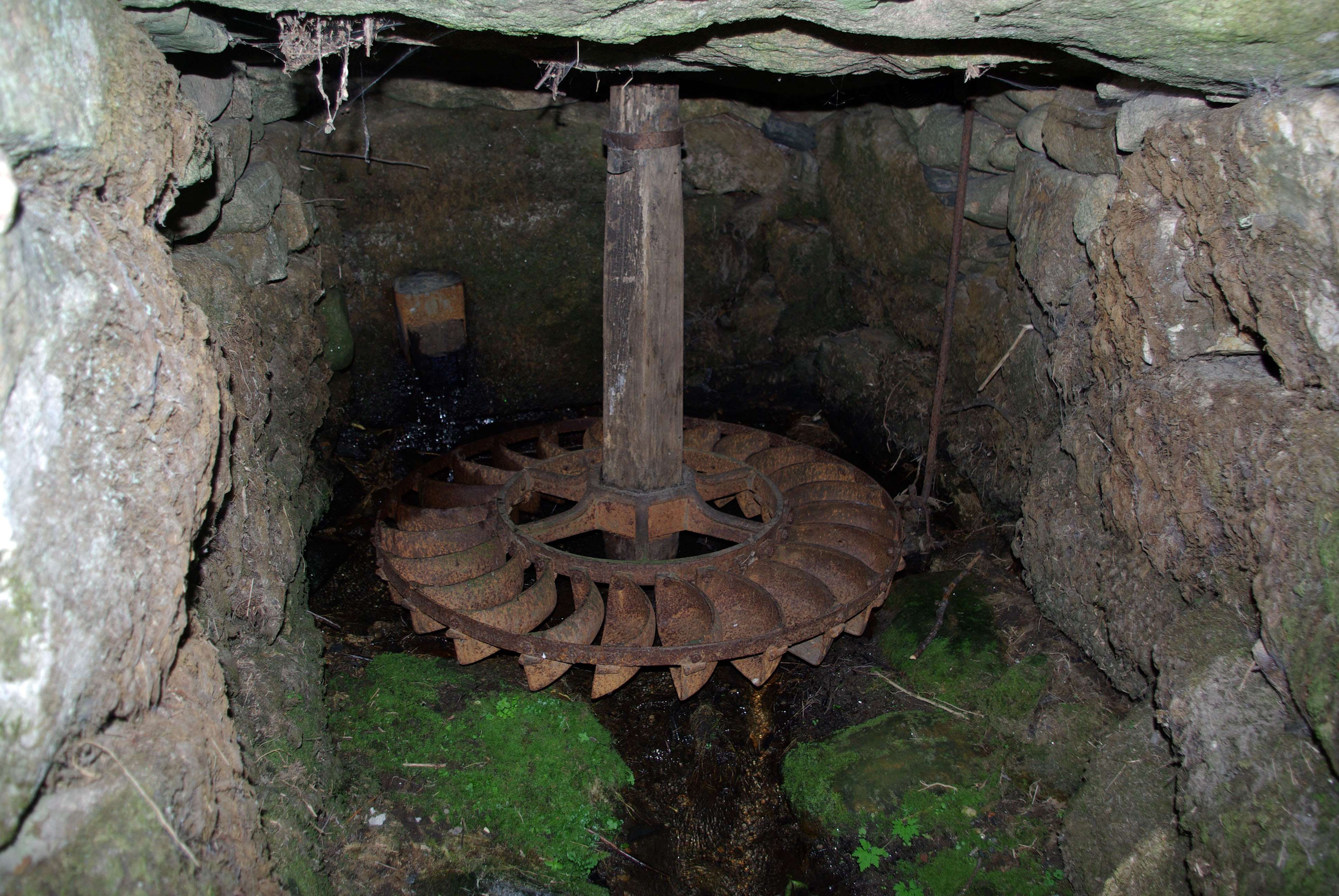
Horizontális vízimalom vas vízkereke és tengelye a galiciai A Gudiñában

A horizontális vízimalom (kanalasmalom, csutorásmalom, egytengelyű vízimalom, angolul: horizontal watermill, németül: Löffelmühle) olyan vízimalom, amelynél a vízszintesen elhelyezkedő vízkerék forgássíkja megegyezik az általa hajtott, fölötte elhelyezkedő malomkövekével. Az ilyen szerkezetben tehát nincs áttétel, az általában fából, néha öntöttvasból készült vízkerék egy vascsapban, de néha csak egy odaerősített kavicsban végződő tengelyen keresztül hajtja meg a malomkőpárt. A vízkerék felületén turbinalapátokat alakítanak ki, hogy a víz erejét forgási energiává alakítsák. Az épület általában lábazaton (cölöpökön) áll és igen egyszerű. A sebes vizű patak mellett ássák meg a malomárkot, és ott helyezik el a zsilipet, ahol a patak és az árok vízszintkülönbsége már eléri a két-három métert. A vízkerékre egy szűk csatornán, közel merőlegesen engedik rá a vízsugarat.
A legtöbb kutató a legősibb vízimalomtípusnak tartja. Európában, Észak-Afrikában és Ázsia egyes részein található meg, általában a hegyvidékeken, ahol az időszakosan nagy vízhozamú patakokat kellett hasznosítani. Európán belül jellemző volt a Balkánon, Svájcban, az Ibériai-félszigeten és Norvégiában. A Kárpát-medencében a 20. század elején csak a Bánát délkeleti részén és Hunyad megyében működtek ilyen malmok (elterjedési területük Olténiában folytatódott, és a Déli-Kárpátok déli oldalán gyakoriak voltak), bár elképzelhető, hogy a 18. században még nagyobb területen használták őket. Az Almás-vidék 16 falujában 1874-ben 339 vízimalom, a Délkelet-Bánátban 1957-ben 885, egyedül Toplec faluban 1969-ben még húsz horizontális malom működött. A Krassova községben talált példányt Cs. Sebestyén Károly mutatta be részletesen. A vidék horizontális vízimalmait családi társulások használták. Még az 1950-es években is építettek újakat, és több ma is működik. Műemléki védettség alatt állnak a megmaradt bozovicsi, gerlistyei, gornyalyubkovai, kornyarévai, liborajdeai, mehadikai, óborlovényi, ökörpataki, pattási, prigori, putnai, rudariai (Ógerlistye), szikevicai, topleci és weitzenriedi malmok. A leghíresebb a 22 rudariai (ógerlistyei) malomból álló ún. mulinológiai park.